# U-343 (tàu ngầm Đức)
U-343 là một tàu ngầm tấn công  Lớp Type VII thuộc phân lớp Type VIIC được Hải quân Đức Quốc Xã chế tạo trong Chiến tranh Thế giới thứ hai. Nhập biên chế năm 1943, nó đã thực hiện được ba chuyến tuần tra, không đánh chìm được tàu bè nào nhưng đã bắn rơi hai máy bay đối phương, cùng gây hư hại cho hai chiếc khác. Trong chuyến tuần tra cuối cùng tại Địa Trung Hải, U-343 bị tàu quét mìn Hải quân Hoàng gia Anh HMS Mull thả mìn sâu đánh chìm ngoài khơi Bizerte, Tunisia vào ngày 10 tháng 3, 1944.

## Thiết kế và chế tạo

### Thiết kế

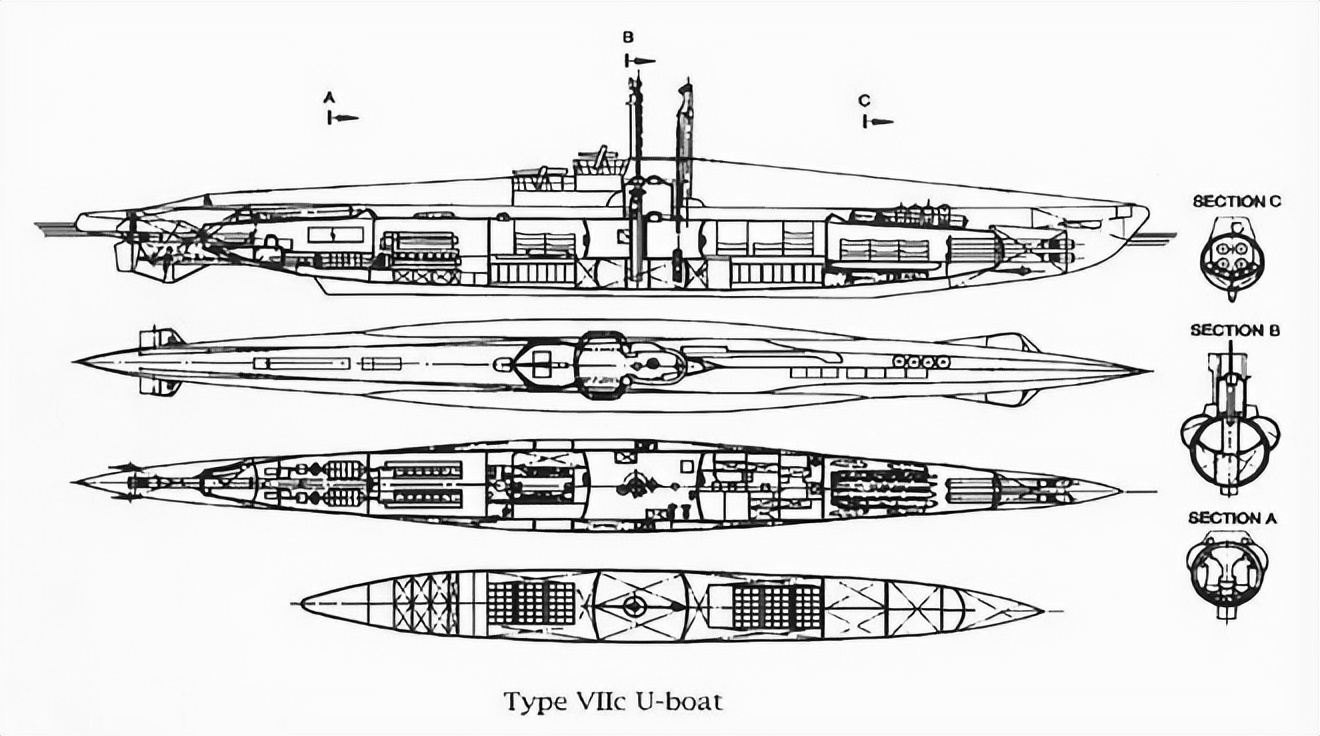
Sơ đồ các mặt cắt một tàu ngầm Type VIIC

Phân lớp VIIC của Tàu ngầm Type VII là một phiên bản VIIB được kéo dài thêm. Chúng có trọng lượng choán nước 769 t (757 tấn Anh) khi nổi và 871 t (857 tấn Anh) khi lặn). Con tàu có chiều dài chung 67,10 m (220 ft 2 in), lớp vỏ trong chịu áp lực dài 50,50 m (165 ft 8 in), mạn tàu rộng 6,20 m (20 ft 4 in), chiều cao 9,60 m (31 ft 6 in) và mớn nước 4,74 m (15 ft 7 in).
Chúng trang bị hai động cơ diesel Germaniawerft F46 siêu tăng áp 6-xy lanh 4 thì, tổng công suất 2.800–3.200 PS (2.100–2.400 kW; 2.800–3.200 bhp), dẫn động hai trục chân vịt đường kính 1,23 m (4,0 ft), cho phép đạt tốc độ tối đa 17,7 kn (32,8 km/h), và tầm hoạt động tối đa 8.500 nmi (15.700 km) khi đi tốc độ đường trường 10 kn (19 km/h). Khi đi ngầm dưới nước, chúng sử dụng hai động cơ/máy phát điện Garbe, Lahmeyer & Co. RP 137/c  tổng công suất 750 PS (550 kW; 740 shp). Tốc độ tối đa khi lặn là 7,6 kn (14,1 km/h), và tầm hoạt động 80 nmi (150 km) ở tốc độ 4 kn (7,4 km/h). Con tàu có khả năng lặn sâu đến 230 m (750 ft).
Vũ khí trang bị có năm ống phóng ngư lôi 53,3 cm (21 in), bao gồm bốn ống trước mũi và một ống phía đuôi, và mang theo tổng cộng 14 quả ngư lôi, hoặc tối đa 22 quả thủy lôi TMA, hoặc 33 quả TMB. Tàu ngầm Type VIIC bố trí một hải pháo 8,8 cm SK C/35 cùng một pháo phòng không 2 cm (0,79 in) trên boong tàu. Thủy thủ đoàn bao gồm 4 sĩ quan và 40-56 thủy thủ.

### Chế tạo
U-343 được đặt hàng vào ngày 20 tháng 1, 1941, và được đặt lườn tại xưởng tàu của hãng Nordseewerke ở Emden vào ngày 1 tháng 4, 1942. Nó được hạ thủy vào ngày 21 tháng 12, 1942, và nhập biên chế cùng Hải quân Đức Quốc Xã vào ngày 18 tháng 2, 1943 dưới quyền chỉ huy của Hạm trưởng, Thiếu úy Hải quân Wolfgang Rahn.

## Lịch sử hoạt động
Sau khi hoàn tất việc huấn luyện và chạy thử máy trong thành phần Chi hạm đội U-boat 8 tại Danzig, U-343 được điều sang Chi hạm đội U-boat 3 đặt căn cứ tại La Pallice, Pháp từ ngày 1 tháng 11, 1943 để hoạt động trên tuyến đầu, và lại được điều sang Chi hạm đội U-boat 29 đặt căn cứ tại Toulon trong Địa Trung Hải, từ ngày 1 tháng 2, 1944.

### Chuyến tuần tra thứ nhất
Sau khi chuyển căn cứ hoạt động từ cảng Kiel, Đức sang cảng Trondhelm, Na Uy vào giữa tháng 10, 1943, U-343 xuất phát từ đây vào ngày 22 tháng 10 cho chuyến tuần tra đầu tiên trong chiến tranh. Nó tiến ra Bắc Hải, rồi băng qua khe GIUK giữa quần đảo Faroe và Iceland để hoạt động tại vùng biển giữa Bắc Đại Tây Dương. U-343 từng tham gia các bầy sói Eisenhart 7 từ ngày 9 tháng 11 và 'Schill 2 từ ngày 17 tháng 11, nhưng đã không đánh chìm được mục tiêu nào, nên kết thúc chuyến tuần tra và đi đến căn cứ mới La Pallice, tại La Rochelle bên bờ biển Đại Tây Dương của Pháp đã bị Đức chiếm đóng, đến nơi vào ngày 16 tháng 11.

### Chuyến tuần tra thứ hai
U-343 khởi hành từ cảng La Pallice vào ngày 26 tháng 12, 1943 cho chuyến tuần tra thứ hai. Nó đi dọc bờ biển Tây Ban Nha và Bồ Đào Nha, rồi băng qua eo biển Gibraltar được Hải quân Anh canh phòng nghiêm ngặt vào ngày 5 tháng 1, 1944, để chuyển sang hoạt động trong Địa Trung Hải.
Lúc 20 giờ 30 phút ngày 7 tháng 1, chiếc tàu ngầm bị một máy bay ném bom Vickers Wellington thuộc Liên đội 36 Không quân Hoàng gia Anh (RAF) tấn công, với năm quả mìn sâu được ném xuống, nhưng tất cả đều bị trượt. Hỏa lực phòng không của U-343 đã bắn trúng cánh chiếc Wellington, khiến nó bốc cháy và rơi xuống biển. Phi công chính và hoa tiêu của chiếc Wellington thiệt mạng, nhưng bốn thành viên còn lại của đội bay được tàu khu trục hộ tống Ba Lan ORP Ślązak cứu vớt vào ngày hôm sau. Một chiếc Wellington khác cùng thuộc Liên đội 36 RAF bay đến để tiếp tục tấn công, nhưng các quả mìn sâu nó thả xuống bị phân tán rộng sau khi động cơ bên mạn trái bị hỏa lực phòng không của U-343 bắn trúng. Chiếc Wellington thứ hai này xoay sở quay trở về được căn cứ tại Bône, Algeria an toàn.
Sang ngày hôm sau 8 tháng 1, lúc 21 giờ 40 phút, một chiếc Wellington thứ ba thuộc Liên đội 36 RAF phát hiện U-343 đang đi trên mặt nước ở vị trí về phía Tây Nam Cartagena, Tây Ban Nha, nên huy động thêm hai chiếc Wellington nữa thuộc Liên đội 179 RAF đặt căn cứ tại Gibraltar đến tấn công. Một máy bay đã ném sáu quả mìn sâu, nhưng bị hỏa lực phòng không bắn trúng cánh mạn trái, nên bốc cháy và rơi xuống biển, khiến hầu hết đội bay thiệt mạng ngoại trừ viên phi công được tàu khu trục Anh HMS Active cứu vớt vào sáng hôm sau. Cuộc không kích còn kéo dài thêm nhiều giờ sau đó, có sự tham gia của một thủy phi cơ PBY Catalina thuộc Liên đội 202 RAF. Chiếc Catalina tiếp tục bị hỏa lực phòng không của U-343 bắn trúng, nên buộc phải quay trở lại căn cứ.
Chịu đựng hư hại đáng kể sau các đợt không kích, không thể lặn và một thủy thủ bị thương, U-343 thoát đi được nhờ lẫn khuất trong bóng đêm. Nó kết thúc chuyến tuần tra tại cảng Toulon ở bờ biển phía Nam của Pháp vào ngày 19 tháng 1.

### Chuyến tuần tra thứ ba - Bị mất
U-343 rời cảng Toulon vào ngày 4 tháng 3 cho chuyến tuần tra thứ ba, cũng là chuyến cuối cùng, và đi đến hoạt động tại vùng biển ngoài khơi Tunisia, Bắc Phi. Tại đây vào ngày 10 tháng 3, nó bị chiếc HMS Mull, một tàu đánh cá vũ trang được cải biến thành tàu quét mìn, thả mìn sâu đánh chìm ở vị trí về phía Bắc Bizerte, tại tọa độ 38°07′B 09°41′Đ / 38,117°B 9,683°Đ. Toàn bộ 51 thành viên thủy thủ đoàn của U-343 đều đã tử trận.

### "Bầy sói" tham gia
U-343 từng tham gia hai bầy sói:
- Eisenhart 7 (9 - 15 tháng 11, 1943)
- Schill 2 (17 - 20 tháng 11, 1943)